# Красное кладбище (Полоцк)
Красное кладбище (бел. Чырвоныя могілкі) — кладбище в Полоцке, расположенное на улице Гагарина в районе Новке. К западу от православного Красного кладбища было заложено лютеранское кладбище. Со временем лютеранская и православная части объединились.

## Описание

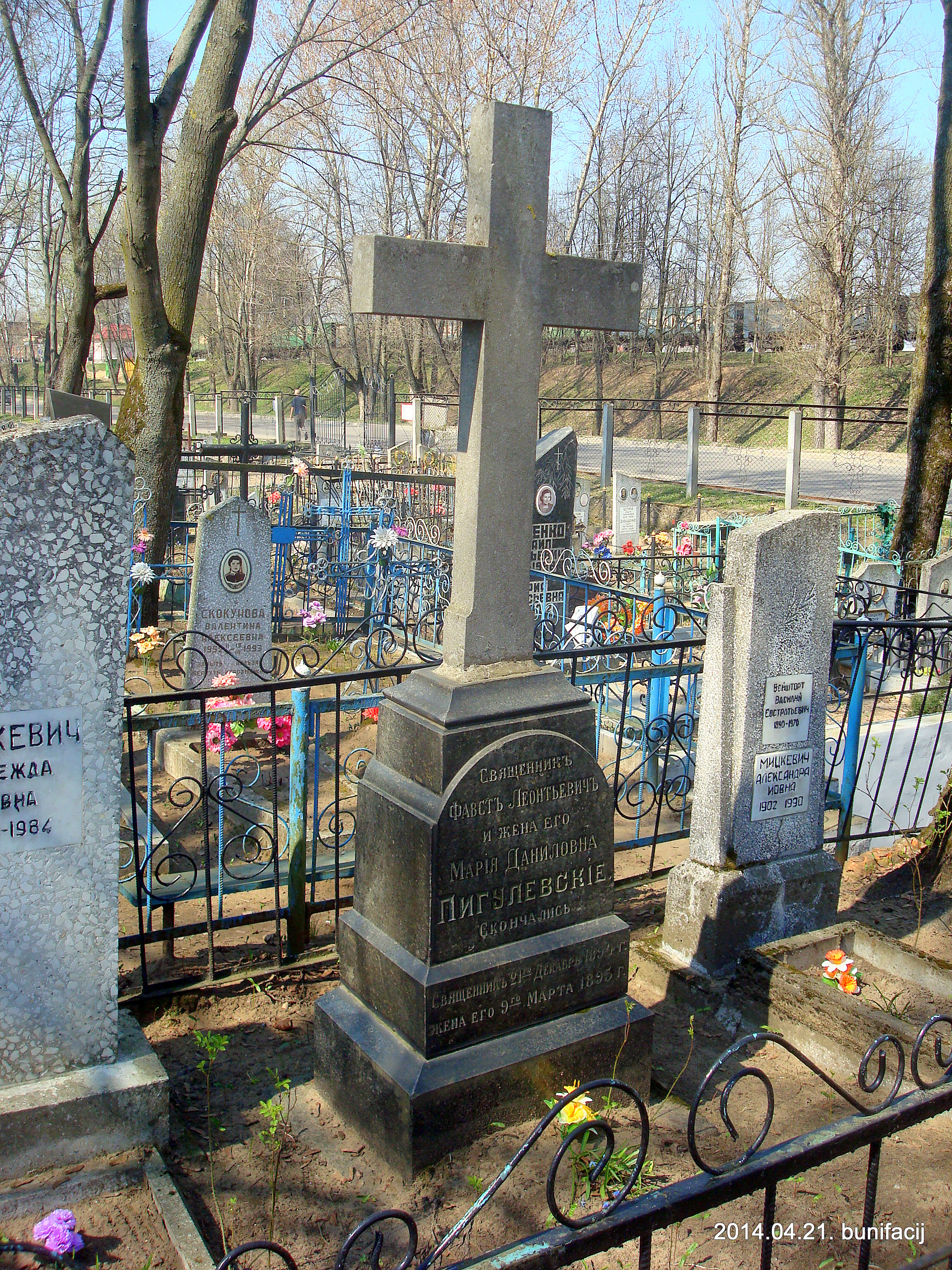
Могила священника Фауста Пигулевского и его жены Марии

Согласно нового городского планирования, утвержденного в конце XVIII в., после присоединения Полоцка к Российской империи новые кладбища были устроены за чертой города. Для них была использована земля, что принадлежала Богоявленскому монастырю. Кладбище получило название «Красное». Они были вырыты рвом и обнесены валом, что было обязательным по закону о кладбищах, чтобы скот не мог попасть сюда. Были посажены различные деревья. Красное кладбище считалось православным.
После разрушения Михайловского кладбища в 1930-х годах Красное становится главным городским кладбищем.
Древнейшее из сохранившихся здесь захоронений принадлежит купцу Степану Родионовичу Полякову, умершему 05.07.1848. Надгробие имеет вид каменного саркофага, с резными орнаментами и надписями.
Интересны надгробные кресты-памятники Волге Якубовне Зильбердорф, урождённой Рогачевской (1852-1888), барона Андрея Андреевича Витте († 13.11.1865), священника Фауста Левонцевича Пигулевского († 21.12.1894) и его супруги Марии Даниловны († 09.03.1865). 1895 г.). В погребениях не просматривается чистоты православия, а надгробие, вероятно, супругов Николая Иордана и Аделаиды урож Рулковиуса с надписью «Nicolai Jordan geb. 22 April 1830 gest. 1 November 1908 und Adelaide geb. Rulcovius geb. 25 Mai 1840 gest. 9 December 1881».
Братская могила на кладбище «Красное» по ул. Гагарина в г. Полоцке —  Историко-культурная ценность Республики Беларусь, .

## На кладбище похоронены известные люди
- Андрей Ефремович Писаренко (1908-1966) — Герой Советского Союза (1943).
- Зинаида Михайловна Туснолобова-Марченко (1920-1980) — советский военный врач, участница Великой Отечественной войны, Герой Советского Союза (1957).  Историко-культурная ценность Республики Беларусь, шифр 213Д000604.